# Патриарх (флейт)
«Патриарх» — парусный флейт Балтийского флота Российской империи, находившийся в составе флота с 1704 года, участник Северной войны. Во время несения службы использовался преимущественно в качестве транспортного судна для перевозки боеприпасов и провианта.

## Описание флейта
Парусный двухмачтовый флейт с деревянным корпусом, длина судна составляла 22,6 метра, ширина — 6,8 метра, а глубина интрюма — 2,6 метра. Экипаж судна состоял из 29 человек.

## История службы

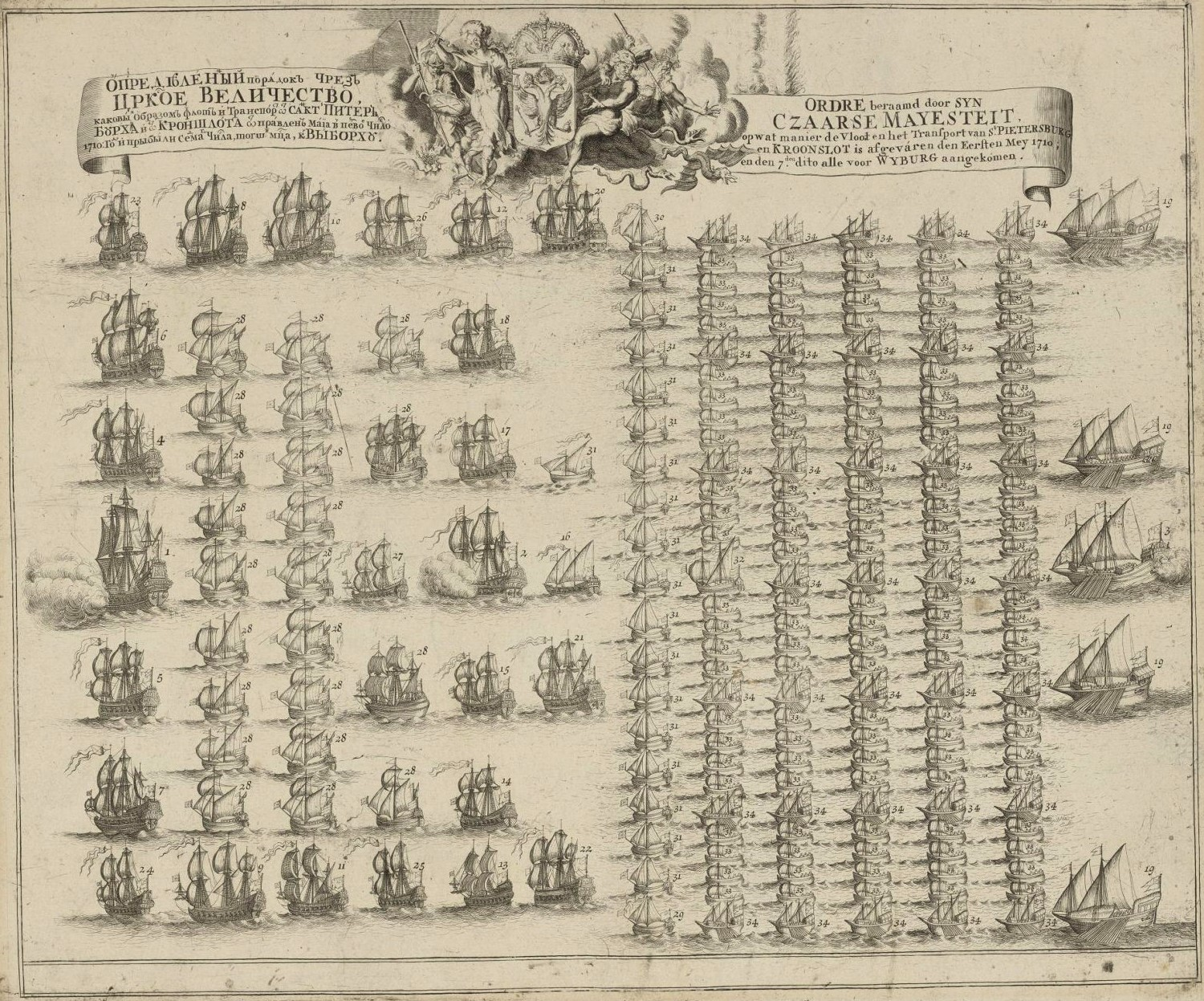
Порядок боевого похода Балтийского флота от Санкт-Петербурга к Выборгу в 1710 году

Флейт «Патриарх» был заложен на стапеле Сясьской верфи в 1703 году и после спуска на воду в 1704 году вошёл в состав Балтийского флота России. Строительство флейта вёл кораблестроитель В. Воутерсон.
Принимал участие в Северной войне.
В кампанию 1704 года находился в Шлиссельбурге. С 1704 по 1709 год использовался в качестве грузового судна для доставки провианта и боеприпасов на суда флота и в приморские крепости.
В мае 1710 года принимал участие в ледовом походе Балтийского флота к Выборгу.
В кампании с 1711 по 1714 год вновь использовался для доставки провианта и боеприпасов на суда флота и в приморские крепости.

## Командиры судна
Командирами флейта «Патриарх» в составе российского флота в разное время служили:
- капитан Класс Питерсен Мобс (1704 год)[2];
- поручик Христиан Моус[комм. 1] (1705 год)[3];
- Г. Мелек (1707 год);
- Унтермелес (1710 год);
- Л. Мой (1714 год).

### Комментарии
1. ↑  Christian Maus[3].